# Afropanameño
Afropanameño es el término que se refiere a los descendientes de africanos que llegaron a Panamá durante la conquista y la colonización española, a partir del siglo XV, y a la población descendiente de los afrocaribeños que arribaron como mano de obra durante el siglo XIX para la construcción del Ferrocarril de Panamá y luego el Canal en el siglo XX. 
Los afropanameños representan el 20% de la población total panameña. Sin embargo, en su gran mayoría se encuentra mestizada destacando los mulatos con un 24% y los zambos con un 12%. Por ende, podría decirse que el 56% de la población panameña es afrodescendiente o tiene algún antepasado africano. 
Los afropanameños geográficamente hablando se encuentran concentrados principalmente en las provincias de Panamá, Colón, Darién, Bocas del Toro y provincia de Panamá Oeste.

## Historia
La mayoría de los esclavizados africanos introducidos al istmo de Panamá eran oriundos de la región llamada Guinea y de la región entre el sur del río Senegal y el norte de Angola.

### Presencia africana en Panamá previa a la llegada de los españoles
Existe un interesante punto de vista que indica que los negros africanos estaban presentes en Panamá desde antes de la llegada de los españoles, esto es recogido con la versión del Dr. Iván Van Sertima, en su seminario "Early América Revisited" donde apuntó que el historiador Peter Martyr incluyó en sus escritos que unos africanos habían naufragado en el área cerca de la costa de la Provincia de Darién y que los mismos se habían refugiado en las montañas. Martyr se refirió a los hombres como “piratas etíopes”, en el pasado “Congo, Guinea, y Etiopía” eran sinónimos del continente Africano. López de Gomara también describió a los negros precoloniales que los europeos habían sido vistos por primera vez en Panamá. "Esta gente era idéntica a los negros que hemos visto en Guinea”. El historiador y etnólogo Francés Charles de Bourbourg reportó la existencia de dos tribus aborígenes de Panamá, los mandingas (de piel negra) y los Tule (de piel roja). Esto va en concordancia con unas figuras indígenas enterradas en las montañas de Chiriquí (cerca de la frontera con Costa Rica) elaboradas por la cultura "Barriles" (fechada entre 300 y 600 d.c) donde existen estatuillas de  cerámicas que tienen forma de negros africanos con labios pronunciados, nariz ancha, diferentes fenotípicamente al resto de las estatuillas indígenas presente en el sitio arqueológico.

### Introducción de los negros esclavos al istmo de Panamá
Los primeros esclavos negros llegaron al istmo de Panamá en la expedición del Gobernador Diego de Nicuesa quienes trabajaron en levantar Nombre de Dios, fundada en 1510.
Un esclavo negro llamado Ñuflo de Olano, acompañó a Vasco Núñez de Balboa en la expedición que descubre el Océano Pacífico en 1513. Asimismo, cuando Pedro Arias Dávila fundó la ciudad de Panamá el 15 de agosto de 1519, utilizó a esclavos negros para levantar los primeros edificios de la misma.
Los esclavos africanos fueron introducidos de manera temprana a Panamá y con ellos su cultura.
Panamá, por su posición geográfica privilegiada se convierte en un centro de distribución de esclavos en América, la ruta acostumbrada era la llegada de los esclavos al puerto de la ciudad de Portobelo en el Caribe panameño, donde eran llevados por tierra por el camino real que atravesaba el Istmo hasta llegar a la Ciudad de Panamá, donde eran embarcados nuevamente para trabajar en las ciudades y la colonización de la vertiente del pacífico de Sudamérica.

### La rebelión de los esclavos africanos y el cimarronaje
La primera sublevación de los esclavos africanos se dio en la ciudad panameña de Acla en 1530, se volvería repetir en 1533 y finalmente en 1579, los negros sublevados firmarían un tratado de paz en la ciudad de Portobelo donde se le otorgaría libertad colectiva, siendo el primer precedente de libertad esclavista en América.
El cimarronaje en Panamá tuvo mucha fuerza, en 1548 ocurre una fuga de esclavos negros, quienes organizaron un gobierno y reconocieron como rey a un esclavo llamado Bayano. De la misma manera, otro grupo en 1549, el cual era encabezado por Felipillo, se organizó en el Golfo de San Miguel.
Las autoridades coloniales a cargo del Capitán Francisco Carreño, combatieron a los cimarrones, infringiéndoles graves e inhumanos castigos a los que lograban capturar.
A la llegada a Panamá del Marqués de Cañete, virrey del Perú, se dispuso enfrentar el peligro que representaba el alzamiento de los negros cimarrones.  Para ello, se encomendó al Capitán Gil Sánchez dirigir una fuerza a la región de Chepo donde se encontraba Bayano, quien logra derrotar al representante del Virrey.
El Capitán Carreño termina apresando a Bayano, a quien conduce a Nombre de Dios, donde Álvaro de Sosa, Presidente de la Real Audiencia de Panamá intenta atraer a los cimarrones a la autoridad realista, para lo cual firman un convenio. Una vez libre, Bayano continuó su enfrentamiento con los españoles. En esta oportunidad con el Capitán Pedro de Ursua, al mando de una expedición de 200 hombres, enfrenta a los esclavos alzados, a quienes logra vencer. Bayano es capturado y enviado a Sevilla, donde se le asigna una renta por parte de la Corona.
Los cimarrones colaboraron como guías de los piratas y corsarios que llegaron a Panamá durante la época colonial. 
En recuerdo de las célebres luchas de los cimarrones en las márgenes de Coquira o Chepo, se le dio el nombre de Bayano al  río que afluye en el área.
A raíz de este fenómeno se fundaron los llamados Palenques, principalmente en la costa Caribe panameña, en la cuenca del actual Canal de Panamá y en el distrito de Chepo en la Provincia de Panamá, donde aún residen los descendientes de los cimarrones rebeldes.

## Introducción de los afroantillanos a Panamá
La primera migración de afro-antillanos a Panamá ocurre a mediados del siglo XIX. La Fiebre del oro de California inicia en 1849, y la consecuente atracción de su riqueza puso en evidencia la necesidad de facilitar los viajes  entre la costa este y oeste de los Estados Unidos. Esto plantea la urgencia de construir una vía férrea interoceánica en Panamá por ser el punto más angosto del continente americano, pero el problema que enfrentaron los ingenieros de la empresa ferroviaria fue que Panamá no tenía la cantidad de población activa para aportar trabajadores para la construcción del ferrocarril. Va a ser justamente por la misma época que se da una crisis de sobrepoblación en el Caribe lo que provoca escasez de trabajo. Estas dos situaciones combinadas la necesidad de trabajadores en Panamá y el desempleo en las Antillas explican la afluencia de afro-antillanos a esta zona del Istmo.
Después de 1880 se expandió el cultivo de banana en Centroamérica y se estableció The United Fruit Company en Bocas del Toro (Panamá) y Puerto Limón (Costa Rica), así como la Chiriqui Land Company. Esto planteó nuevamente la necesidad de traer mano de obra del Caribe. 
El tercer evento que provoca la inmigración afro-antillana a Panamá será la construcción del canal por los franceses. Los afro-antillanos habían demostrado tener resistencia física y ser buenos trabajadores en la construcción del ferrocarril transístmico y los proyectos de Bocas del Toro y Puerto Limón. Por esto la compañía francesa regresó al Caribe a reclutar trabajadores.
En 1904 cuando la construcción del Canal de Panamá pasó a manos de los Estados Unidos por el fracaso de la compañía francesa, nuevamente se va a recurrir al trabajador antillano. Aunque entre 1904 y 1914 la gran mayoría de los afroantillanos que llegaron a Panamá lo hicieron con un contrato por un año y con la idea de regresar a sus islas de origen una vez terminado el proyecto marítimo, después de la construcción del canal muchos afroantillanos se quedaron en Panamá. 
De los afroantillanos que permanecieron en Panamá varios obtuvieron empleos en la Zona del Canal y se convirtieron en el grupo de inmigrantes más grande de Panamá. Sobre el tema del afroantillano en Panamá, Leslie B. Rout dice que cuando el canal fue abierto en 1914, unos 20.000 afroantillanos permanecieron en Panamá.
La presencia ahora permanente del afroantillano en Panamá causó cierto resentimiento en la población panameña que ya había sentido la discriminación racial ejercida por los norteamericanos.
La disconformidad panameña se manifestó en una serie de reacciones negativas contra los afroantillanos y sus descendientes en Panamá, principalmente en el racismo, los negros descendientes de los esclavos introducidos por los españoles idearon el término "Chombo"  para referirse a los afroantillanos angloparlantes, así mismo se les humilló por no hablar español, situación que los obligó a evitar a hablar en público en su idioma natal.  Actualmente, el término coloquial chombo/a se refiere a personas de raza negra en general pero debe evitarse su uso ya que continúa siendo un término despectivo con capacidad de ofender según quién lo dice, cómo lo dice y en qué tono lo dice.
La peor reacción en contra de este grupo humano aparece en la constitución de 1941, que negaba la nacionalidad panameña a los descendientes de afroantillanos de habla inglesa.
Con el pasar de los años, los problemas entre los panameños y los afroantillanos y sus descendientes disminuyeron drásticamente sobre todo con el nuevo mestizaje que se dio entre ambos grupos humanos.

## Cultura
La idiosincrasia del panameño es caribeña, José Luis Rodríguez Pittí. El Caribe en la literatura panameña. La Habana, 2012.  producto de los intercambios culturales entre esa región y el país, así mismo en el diario hablar panameño existen muchísimas palabras de origen africana y antillana.
Musicalmente hablando los afrodescendientes le han legado a la música panameña, prácticamente la base rítmica de la mayoría de los géneros musicales folclóricos del país: En los que destacan el tamborito, congo, bullerengue, bunde y la cumbia.
Así mismo los afroantillanos panameños introdujeron sus ritmos como el calipso, soca, kompa haitiano y el reggae, siendo sobre la base de este último el desarrollo del reguetón en la ciudad de Colón. 
Entre el gran número de músicos afropanameños, es destacable en la historia la figura de Luis Russell, uno de los pioneros de la música jazz, director de orquesta, pianista y compositor.
En cuanto a la gastronomía destacan platos de origen antillano como el saus o souce, enyucado, cou cou, pescado en escabeche, bon, bun entre otros.

## Política

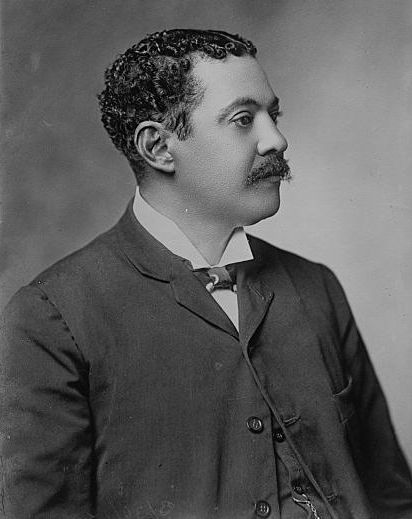
Carlos A. Mendoza, primer presidente afrodescendiente de Panamá.

Los Afrodescendientes han tenido influencia en la política panameña desde el siglo XIX, donde se aglutinaban principalmente en el partido liberal en contraste con el partido conservador que era predominantemente de la clase alta panameña criolla.

### Presidentes panameños
En la historia Panameña nunca una persona de raza negra ha ocupado la presidencia de Panamá, sin embargo si lo han hecho mestizos y mulatos con ascendencia Africana.

## Deporte
Los Afropanameños han sido, durante toda la historia republicana de Panamá, grandes deportistas que le han dado mucha gloria al país, principalmente en el Baseball, Atletismo y Boxeo.